# Федоров Олександр Миколайович
Олександр Миколайович Федоров (12 квітня 1978, м. Київ, СРСР) — український хокеїст, воротар, згодом тренер. Майстер спорту міжнародного класу.

## Ігрова кар'єра
Виступав за «Беркут-ППО»/«Беркут-Київ» (Київ), «Сокіл» (Київ), «Металургс» (Лієпая), ХК «Гомель», «Німан» (Гродно), ХК «Вітебськ», «Хімволокно» (Могильов), «Поділ» (Київ), Беркут Київ та «Компаньйон-Нафтогаз».
У складі національної збірної України провів 15 матчів; учасник зимових Олімпійських ігор 2002 (0 матчів,), учасник чемпіонатів світу 2002, 2005, 2006 і 2007 (3 матчі). У складі молодіжної збірної України учасник чемпіонату Європи 1995 (група C) і чемпіонату світу 1995.

## Досягнення
- Переможець Універсіади (1999, студентська збірна України)
- Чемпіон СЄХЛ (1999, 2001)
- Чемпіон Латвії (2003)
- Чемпіон України (1999, 2001, 2002, 2006), бронзовий призер (2012).